# Stazione di Pilar
La stazione di Pilar (Estación Pilar in spagnolo) è una stazione ferroviaria della linea San Martín situata nell'omonima cittadina della provincia di Buenos Aires.

## Storia
La stazione di Pilar fu aperta al traffico il 25 marzo 1888 dalla compagnia Ferrocarril Buenos Aires al Pacífico.
Dal settembre 2019 vi si fermano anche i convogli a lunga distanza della tratta Buenos Aires-Junín.